# Iglesia de San Martín (Cubo de la Solana)
La iglesia de San Martín es un templo católico situado en la localidad española de Cubo de la Solana, en la provincia de Soria.

## Descripción

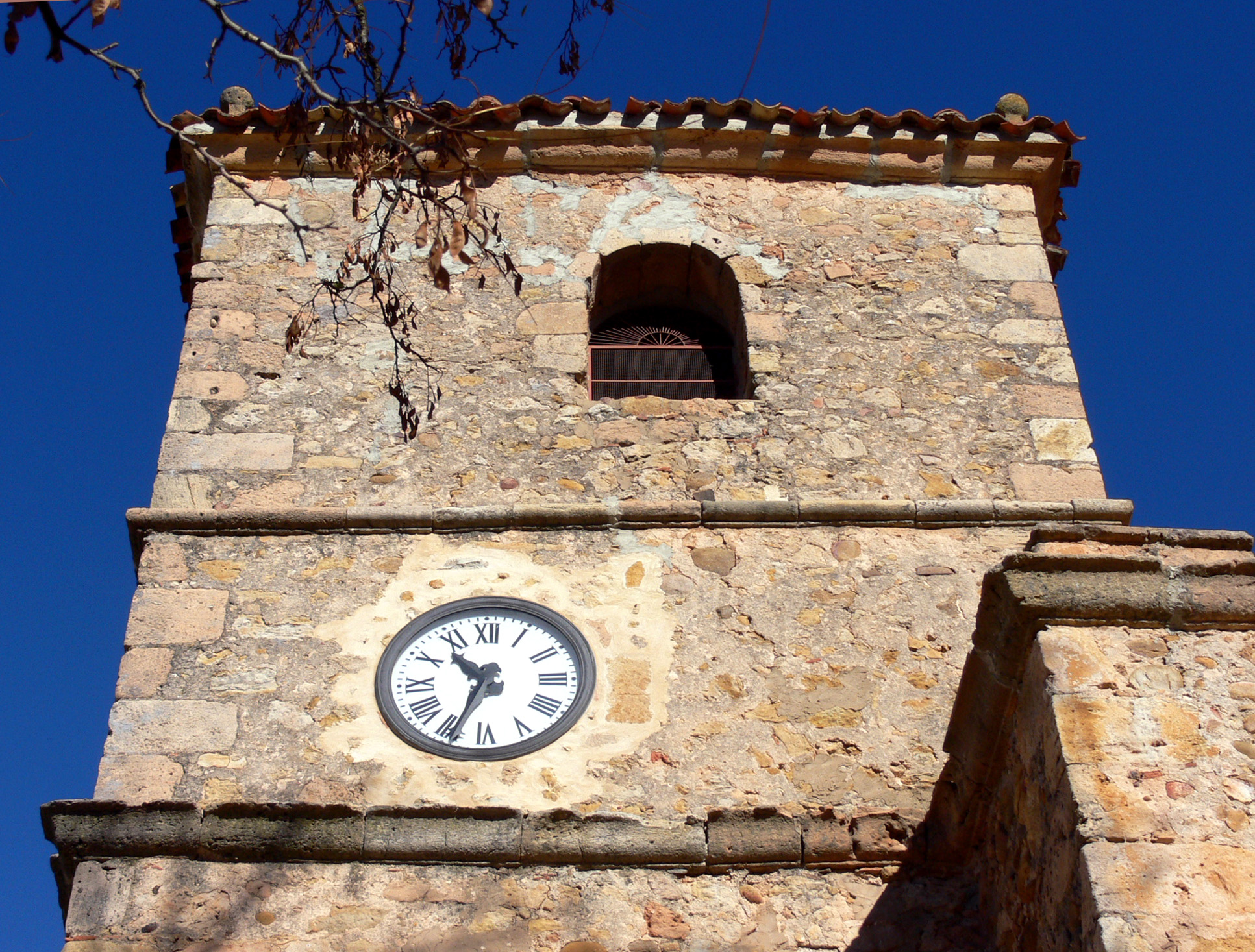
Torre y reloj de la iglesia

Es una iglesia bastante grande, de estilo neoclásico construida en el XIX sobre otra románica. Conserva restos de la anterior iglesia como una pila bautismal y algunas imágenes. Es la iglesia parroquial de Cubo de la Solana. La festividad de San Martín se celebra el 11 de noviembre.